# Телескоп Гарлана Сміта

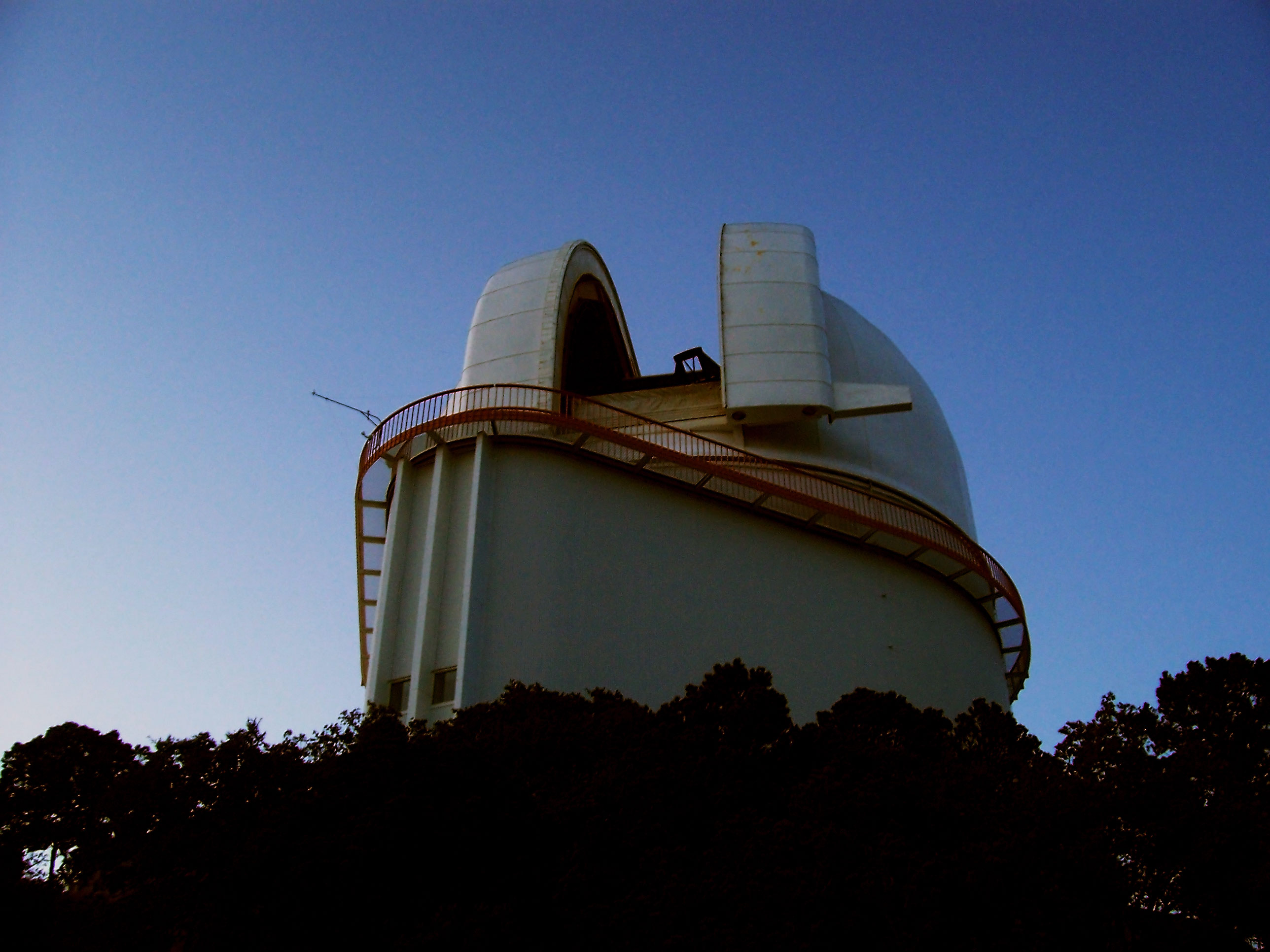
Купол у сутінках

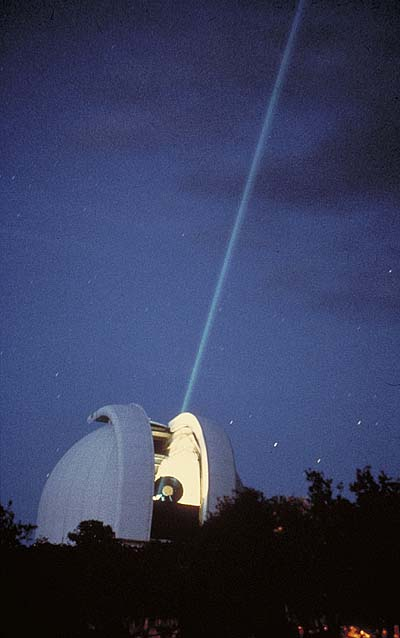
Телескоп Гарлана Сміта використовується для направлення лазерного променя на відбивач на поверхні Місяця.

Телескоп Гарлана Сміта (англ. Harlan J. Smith Telescope) — 2,7-метровий телескоп, розташований в Макдональдській обсерваторії, штат Техас, США. Телескоп розташований на горі Локк у горах Девіс на заході Техасу і належить Техаському університету в Остіні, який керує Макдональдською обсерваторією. Телескоп був завершений у 1968 році за значної допомоги НАСА і названий на честь Гарлана Джеймса Сміта, який 26 років був директором Макдональдської обсерваторії.

## Пошкодження від вандалізму
Телескоп став жертвою акту вандалізму в лютому 1970 року. У нового робітника обсерваторії стався психічний зрив, і він приніс в обсерваторію пістолет, зробив один постріл у свого керівника, а решту набоїв випустив в головне дзеркало телескопа. Отвори зменшили еквівалентний діаметр апертури телескопа зі 107 дюймів до 106 дюймів (приблизно на 2,5 см), але це не вплинуло на якість зображень телескопа, лише на кількість світла, яке він збирає.

## Спостереження
Телескоп використовувався для спостереження багатьох об'єктів. Він досліджував ультрабідну металом зорю BD +17° 3248, відкрив сонцеподібну зорю HIP 56948, довів існування надмасивної чорної діри в карликовій галактиці Лев 1.

## Найбільші телескопи-сучасники
Чотири найбільші телескопи 1968:
| # | Назва / Обсерваторія                                             | Зображення | Діафрагма | Висота | Перше світло |
| - | ---------------------------------------------------------------- | ---------- | --------- | ------ | ------------ |
| 1 | Телескоп Гейла / Паломарська Обсерваторія                        |            | 508 см    | 1713 м | 1949         |
| 2 | Телескоп Дональда Шейна / Лікська обсерваторія                   |            | 305 см    | 1283 м | 1959         |
| 3 | Телескоп Харлана Сміта / Макдональдська обсерваторія             |            | 270 см    | 2070 м | 1968         |
| 4 | 2,6-метровий Телескоп Шайна / Кримська астрофізична обсерваторія |            | 260 см    | 600 м  | 1961         |